# Wibaux County
Wibaux County ist ein County im Bundesstaat Montana der Vereinigten Staaten. Der Sitz der Countyverwaltung (County Seat) befindet sich in Wibaux.

## Demografische Daten
Nach der Volkszählung im Jahr 2000 lebten im County 1.068 Menschen. Es gab 421 Haushalte und 287 Familien. Die Bevölkerungsdichte betrug weniger als 1 Einwohner pro Quadratkilometer. Ethnisch betrachtet setzte sich die Bevölkerung zusammen aus 98,03 % Weißen, 0,19 % Afroamerikanern, 0,47 % amerikanischen Ureinwohnern, 0,19 % Asiaten, 0,00 % Bewohnern aus dem pazifischen Inselraum und 0,28 % aus anderen ethnischen Gruppen; 0,84 % stammten von zwei oder mehr ethnischen Gruppen ab. 0,37 % der Bevölkerung waren spanischer oder lateinamerikanischer Abstammung.
Von den 421 Haushalten hatten 29,20 % Kinder und Jugendliche unter 18 Jahre, die bei ihnen lebten. 58,20 % waren verheiratete, zusammenlebende Paare, 5,90 % waren allein erziehende Mütter. 31,80 % waren keine Familien. 29,00 % waren Singlehaushalte und in 15,90 % lebten Menschen im Alter von 65 Jahren oder darüber. Die Durchschnittshaushaltsgröße betrug 2,45 und die durchschnittliche Familiengröße lag bei 3,02 Personen.
Auf das gesamte County bezogen setzte sich die Bevölkerung zusammen aus 25,80 % Einwohnern unter 18 Jahren, 5,80 % zwischen 18 und 24 Jahren, 22,50 % zwischen 25 und 44 Jahren, 24,30 % zwischen 45 und 64 Jahren und 21,50 % waren 65 Jahre alt oder darüber. Das Durchschnittsalter betrug 42 Jahre. Auf 100 weibliche Personen kamen 92,40 männliche Personen, auf 100 Frauen im Alter ab 18 Jahren kamen statistisch 92,20 Männer.
Das jährliche Durchschnittseinkommen eines Haushalts betrug 28.224 USD, das Durchschnittseinkommen der Familien betrug 34.265 USD. Männer hatten ein Durchschnittseinkommen von 22.750 USD, Frauen 18.667 USD. Das Prokopfeinkommen betrug 16.121 USD. 15,30 % der Bevölkerung und 8,60 % der Familien lebten unterhalb der Armutsgrenze. 18,70 % davon waren unter 18 Jahre und 12,60 % waren 65 Jahre oder älter.

## Geschichte
Vier Bauwerke und Stätten des Countys sind im National Register of Historic Places eingetragen (Stand 9. Februar 2018).

## Orte im Wibaux County
Towns
| - Wibaux |

Unincorporated Communitys
| - Carlyle - Yates |